# Pierre de Chevreuse
Pierre de Chevreuse, est le conseiller et le financier des Valois de 1362 à 1393, sous les règnes des rois Jean II, Charles V, Charles VI.

## Biographie
Trésorier des Aides ordonnées pour la délivrance du roi Jean II. En 1360, il est envoyé en Angleterre pour la sortie de captivité du roi Jean, mais craignant que les Anglais ne le gardent à Calais, il demande le 5 juillet aux gens de la Chambre des comptes de Paris de venir avec des subsides pour récolter les fonds de Nicolas Braque qui fut envoyé en Normandie avec Pierre de Chevreuse , Trésorier du roi. Seigneur de Chevreuse par l'achat, à la suite d'une criée devant Jean Bernier, le Prévôt de Paris en 1366 à la requête des héritiers de Jean de Montferrand et adjugée 4 800 francs or dont 4 000 payés dès le 18 décembre. 

Le 12 août 1376, il achète à Bertaud de Maule pour la somme de 1 200 livres la seigneurie de Chennevières par l'acquisition du Manoir sous Neauphle-Le-Château, fief d'une valeur estimée à 100 livres par les tabellions du comté de Montfort, puis en 1377, seigneur haut-justicier de Bièvres par don du roi Charles V (1338-1380), roi de France de 1364 à 1380, alors que le poète Eustache Deschamps vantait ce village « à trois lieues de Paris » qui comptait alors cent feux. Signe de l’importance économique et de la richesse agricole de la vallée et des plateaux environnants, deux foires furent instituées. Il devient également à la même époque seigneur des fiefs de Montéclain et Vauboyen au détriment de l'abbaye de Saint-Germain-des-Prés, sous l'abbatiat de Richard de Laitre (1361-1387). Le 13 mai 1377, Pierre de Chevreuse rachète à Guillaume de C... demeurant près de Montfort 49 livres parisis de rente qu'il avait sur la prévôté de Chevreuse? Le doyen et le Chapitre de Paris lui confirment par lettres du 26 février 1378, l'achat qu'il avait fait d'une maison sise à Bagneux près de Paris, dans la mouvance de ce chapitre et lui firent en même temps donation des droits auxquels il pouvait prétendre pour la vente et l'achat et donnèrent commissions au vicaire de Bagneux de le mettre en possession de cette maison et de ses appartements
L'inventaire des lettres d'acquisitions faites par Pierre de Chevreuse nous apprend qu'il avait acheté à Bagneux Saint-Hermeland, d'Arnoul de Limengues, bourgeois de Paris une maison et jardin de maître, et de Paul Briet, clerc et notaire du roi, et d'Alix sa femme une maison, masure et colombier et de Michel de Carnos, bourgeois de Paris, l'hôtel de Bagneux, les vignes et tous ses appartementsLe 29 septembre 1378, il acquit à Bagneux par voie d'échange avec messire Clément Renault dit Trichan, chevalier, vicomte de Thouars, l'hôtel et appartenances de Bagneux, et enfin le 21 avril 1384, il acquit de d'Andy Boisseau la moitié d'un jardin et une masure. Ce lieu est connu sous le nom d'hôtel de Chevreuse, sis rue de la Rapie dite d'Arneau ou Arnault, au levant au sentier des Monceaux, au midi à la rue des Monceaux, et au couchant à d'autres propriétés dont une à la fabrique de Bagneux. En ce XIXe siècle l'hôtel n'existe plus, seules sont conservées les deux colonnes de l'entrée du domaine remplacé par des logements modernes aux n° 4 et suivants de l'avenue Albert Petit.
Le roi Charles VI (1368-1422), roi de 1380 à 1422, de retour de la campagne de Flandre, convoqua à Lyon les communes du Languedoc, afin de délibérer sur le traité conclu à Avignon et engager les communes à consentir à la levée de divers impôts. Le roi dans le même temps nomma Pierre de Chevreuse, et Philippe de Saint-Père, trésorier de France.
Pierre reçu, ainsi que Nicolas pour leurs bons et loyaux services chacun un hôtel particulier sis à Saint-Leu-le-Petit, l'autre à Savigny au bailliage de Melun le 4 mai 1383

## Fonctions
- Trésorier du Dauphin en 1362 et 1363
- Trésorier de France de juin 1363 à 1368[9]
- Conseiller et financier des Valois
- Châtelain et capitaine de Corbeil
- Gouverneur du comté de Dreux[10], et de Montfort, à la suite de la saisie du fief de Jean de Montfort par le roi de France pendant la Guerre de Succession de Bretagne.
- Co-gouverneur avec l'évêque Ferric Cassinel (?-1390) et Pierre d'Estouteville (?-1388)[11] & général des finances du Languedoc[12].

## Famille
Marié à Jeanne Chauderon en premières noces avec laquelle il aura une postérité : Jean de Chauderon.
Marié en secondes noces avec Marguerite Trousseau dont Louis de Chevreuse (?-1400) marié à Péronnelle de Moreuil en procès avec les héritiers Chauderon. Louis de Chevreuse aura un fils Jean de Chevreuse, seigneur de Chevreuse vers 1400 qui épouse le 14 mars 1409 Guillemette d'Estouteville, dame de Maurepas et de Bièvres (substitution de douaire).

## Réception critique
J. Delaville Le Roulx : « Pierre de Chevreuse est le personnage le plus important de sa famille, mais aussi de la ville de Tours et de toute la Touraine à cette époque. Ses hautes fonctions  à la cour, son dévouement aux intérêts de la ville créèrent une situation unique et lui donnèrent une grande autorité et une influence telles que maintes affaires fort importante furent réglées grâce à son intervention. ».

## Armoiries
- « D'argent à une croix de gueules cantonnée de quatre aiglettes d'azur »